# Islamización de Bosnia y Herzegovina

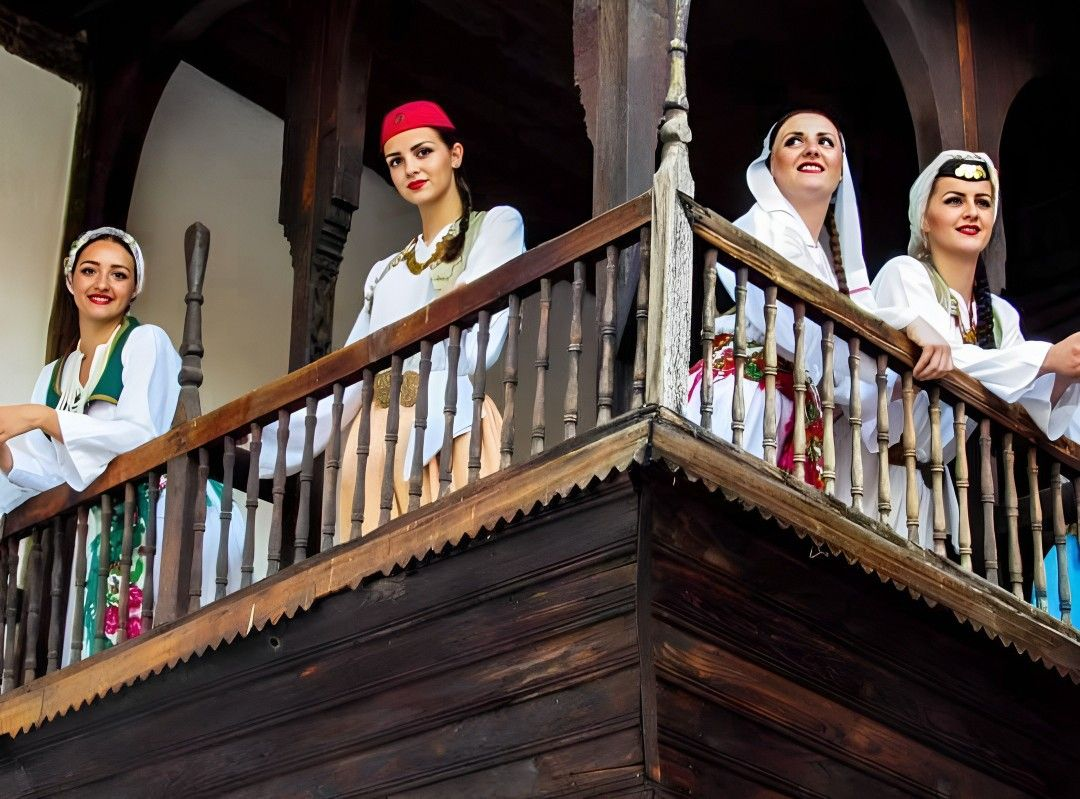
Traje de grupo folklórico de Bosnia y Herzegovina

Un número significativo de bosnios se convirtió al islam después de la conquista del Imperio otomano en la segunda mitad del siglo XV, dándole un carácter único dentro de la región de los Balcanes. Esta conversión parece no haber sido repentina, sino un proceso gradual basado en varias reglas impuestas por los otomanos, que tomó más de cien años para que el número de musulmanes se convirtiera en la religión mayoritaria. La opinión general entre los estudiosos es que la islamización de la población bosnia no fue el resultado de métodos violentos de conversión, sino que fue, en su mayor parte, pacífica y voluntaria.

## Trasfondo
Varios factores parecen estar detrás de este proceso. Lo más importante era que el cristianismo tenía raíces relativamente superficiales en Bosnia antes de la dominación otomana. Bosnia carecía de una fuerte organización de iglesias cristianas para comandar un fuerte seguimiento, resultado de la escasez de sacerdotes y de la competencia entre las Iglesias ortodoxa y católica y la Iglesia bosnia, cismática que se derrumbó poco antes de que llegaran los otomanos. Esto dejó a la mayoría de los bosnios religiosamente sin compromiso y receptivos ante las instituciones sofisticadas y dinámicas del islam. Esta receptividad fue ayudada por el desarrollo entre muchos bosnios de una especie de cristianismo popular centrado en varias prácticas y ceremonias que se adaptaban a una forma de islam popular en el momento de la invasión.
Siempre en un terreno puramente religioso, también se dice, por el orientalista Sir Thomas Arnold que por causa del movimiento bogomilo, una importante herejía dualista en la región de entonces, oprimida por los católicos y contra la cual el papa Juan XXII incluso lanzó una Cruzada en 1325, la gente era más receptiva a los turcos. De hecho, en la tradición bogomiliana, había muchas prácticas que se parecían al islam: rechazaban la veneración de la Virgen Maria, repudiaban la cruz como un símbolo religioso, consideraban idolatría inclinarse ante las imágenes religiosas, las reliquias o los santos, e incluso rezaba cinco veces al día (recitando la oración del Señor.)
El beneficio económico y social era también un incentivo para convertirse en musulmán: la conversión al islam confería estatus económico y social. Bajo el sistema feudal impuesto por los otomanos, sólo aquellos que se convirtieron al islam pudieron adquirir y heredar tierras y bienes, lo que les otorgaba derechos políticos, un estatus generalmente negado a los no musulmanes. Sin embargo, algunos nobles cristianos pudieron conservar sus propiedades desde el principio en el dominio otomano luchando en nombre del Imperio, lo que sugiere que la retención de sus bienes no era un incentivo importante para las primeras conversiones al islam. En un nivel socioeconómico más bajo, la mayoría de los nuevos convertidos al islam fueron capaces de convertir sus explotaciones en granjas en propiedad. En el fondo de la escala socioeconómica estaban los siervos, que constituían la mayoría de la población y eran predominantemente cristianos. Además, sólo los musulmanes podían ocupar posiciones en el aparato estatal otomano, que confiere privilegios especiales y un nivel de vida mucho más alto. Los musulmanes también gozaban de privilegios legales: los cristianos no podían demandar a los musulmanes y su testimonio no podía ser utilizado contra los musulmanes en los tribunales. Sin embargo, estos incentivos no necesariamente explican por qué los bosnios y los albaneses se convirtieron al islam, ya que la mayoría de los otros grupos balcánicos (serbios, croatas, griegos, rumanos y búlgaros) no lo hicieron.
La conversión gradual de muchos bosnios al islam se desarrolló a ritmos diferentes en diversas áreas y entre diferentes grupos. La conversión al islam fue más rápida en las áreas urbanas, que eran centros de aprendizaje y de la administración otomana, que en el campo. Los comerciantes encontraron ventajoso convertirse al islam porque ganaron una mayor libertad de movimiento y la protección estatal para sus bienes como musulmanes. Muchos soldados profesionales también se convirtieron al islam para asegurar una promoción más rápida.
Las diversas ventajas y privilegios que se reservaban a los musulmanes y el gran número de conversiones que promovieron entre la población nativa condujeron a la aparición en el tiempo de una clase dominante musulmana predominantemente local que dominaba el poder político y económico en Bosnia y Herzegovina. La conversión al islam era también utilizado como manera de huir del devşirme, una imposición llevada a cabo sobre cristianos.